# Daniel Rodríguez (Leichtathlet, 1995)
Daniel Rodríguez Serrano (* 26. Januar 1995 in Casanueva) ist ein spanischer Leichtathlet, der sich auf den Sprint spezialisiert hat.

## Sportliche Laufbahn
Erste internationale Erfahrungen sammelte Daniel Rodríguez im Jahr 2017, als er bei den U23-Europameisterschaften in Bydgoszcz im 200-Meter-Lauf mit 21,52 s in der ersten Runde ausschied. Im Jahr darauf belegte er bei den Mittelmeerspielen in Tarragona in 20,79 s den vierten Platz und wurde auch mit der spanischen 4-mal-100-Meter-Staffel in 39,52 s Vierter. Anschließend erreichte er bei den Europameisterschaften in Berlin das Halbfinale über 200 Meter, in dem er mit 20,77 s ausschied, während er mit der Staffel mit 39,12 s den Finaleinzug verpasste. 2021 startete er im 60-Meter-Lauf bei den Halleneuropameisterschaften in Toruń und kam dort mit 6,75 s nicht über die Vorrunde hinaus. Im Jahr darauf siegte er mit der Staffel in 39,03 s bei den Ibero-Amerikanischen Meisterschaften in La Nucia und anschließend gewann er bei den Mittelmeerspielen in Oran in 20,78 s die Bronzemedaille hinter dem Türken Ramil Guliyev und Diego Aldo Pettorossi aus Italien. Im August schied er bei den Europameisterschaften in München mit 20,75 s im Semifinale über 200 Meter aus.
2020 wurde Rodríguez spanischer Meister im 200-Meter-Lauf sowie in der 4-mal-100-Meter-Staffel. Zudem wurde er 2017 und von 2019 bis 2022 Hallenmeister über 200 Meter sowie 2021 und 2023 auch im 60-Meter-Lauf.

## Persönliche Bestleistungen
- 100 Meter: 10,41 s (+1,7 m/s), 30. Mai 2021 in Granada
  - 60 Meter (Halle): 6,62 s, 18. Februar 2023 in Madrid
- 200 Meter: 20,59 s (+1,3 m/s), 28. Juni 2018 in Tarragona
  - 200 Meter (Halle): 20,83 s, 21. Februar 2021 in Madrid